# Gardenia fiorii
Gardenia fiorii är en måreväxtart som beskrevs av Emilio Chiovenda. Gardenia fiorii ingår i släktet Gardenia och familjen måreväxter. Inga underarter finns listade i Catalogue of Life.